# Anta de Barrosa
L'Anta de  Barrosa , ou Lapa dos Mouros, est un dolmen situé dans la freguesia de Vila Praia de Âncora, sur le territoire de la municipalité de Caminha (district de Viana do Castelo, Portugal),. 
Le mot anta est l'équivalent portugais d'« ante » (pilier terminal d'un temple grec ou romain), mais il est aussi employé pour désigner les pierres d'un dolmen ou le dolmen lui-même. Environ 5 000 structures mégalithiques de ce type ont été construites au Néolithique dans l'ouest de la péninsule Ibérique par les successeurs de la culture de la céramique cardiale ou Cardial.
Il est classé monument national depuis 1910 .

## Description
Ce monument mégalithique, datant de la fin du IVe millénaire av. J.-C. au Néolithique, est situé à l'extrême nord du Portugal proche de la côte et à proximité de la Cividade de Âncora (en) (site archéologique d'un village fortifié de culture des castros). 
Le complexe possède une chambre funéraire polygonale, constituée de sept orthostates de soutènement, sur lesquelles repose la pierre de couronnement presque carrée, en pente douce vers le passage. Le couloir d'entrée n'est pas séparé de la chambre en hauteur et en largeur, comme c'est souvent le cas, mais les pierres de soutènement du passage, de plus en plus basses, suivent la ligne des pierres de la chambre sans un seul gradin. Six d'entre elles ont été conservées côté sud et quatre côté nord. Les pierres de couronnement, se chevauchant comme des tuiles, reposent sur elles. Le passage se rétrécit brusquement en largeur vers l'entrée. Le granite à grain moyen à fin utilisé pour la construction a été extrait d'une carrière située à environ 500 m.

### Fouilles archéologiques
Lors des fouilles de F. Martin en 1879, une herminette en serpentine, une pointe de lance en silex, un tesson de poterie campaniforme, une grande lame, quatre pointes de flèches et un fragment de hache en pierre ont été découverts. Trois pierres ornées de picots en serpentine ont été retrouvées à l'entrée de la chambre et dans le couloir lors des fouilles de 1948. Les trouvailles sont conservées aux musées de Porto et de Guimarães .

## Galerie

Anta da Barrosa
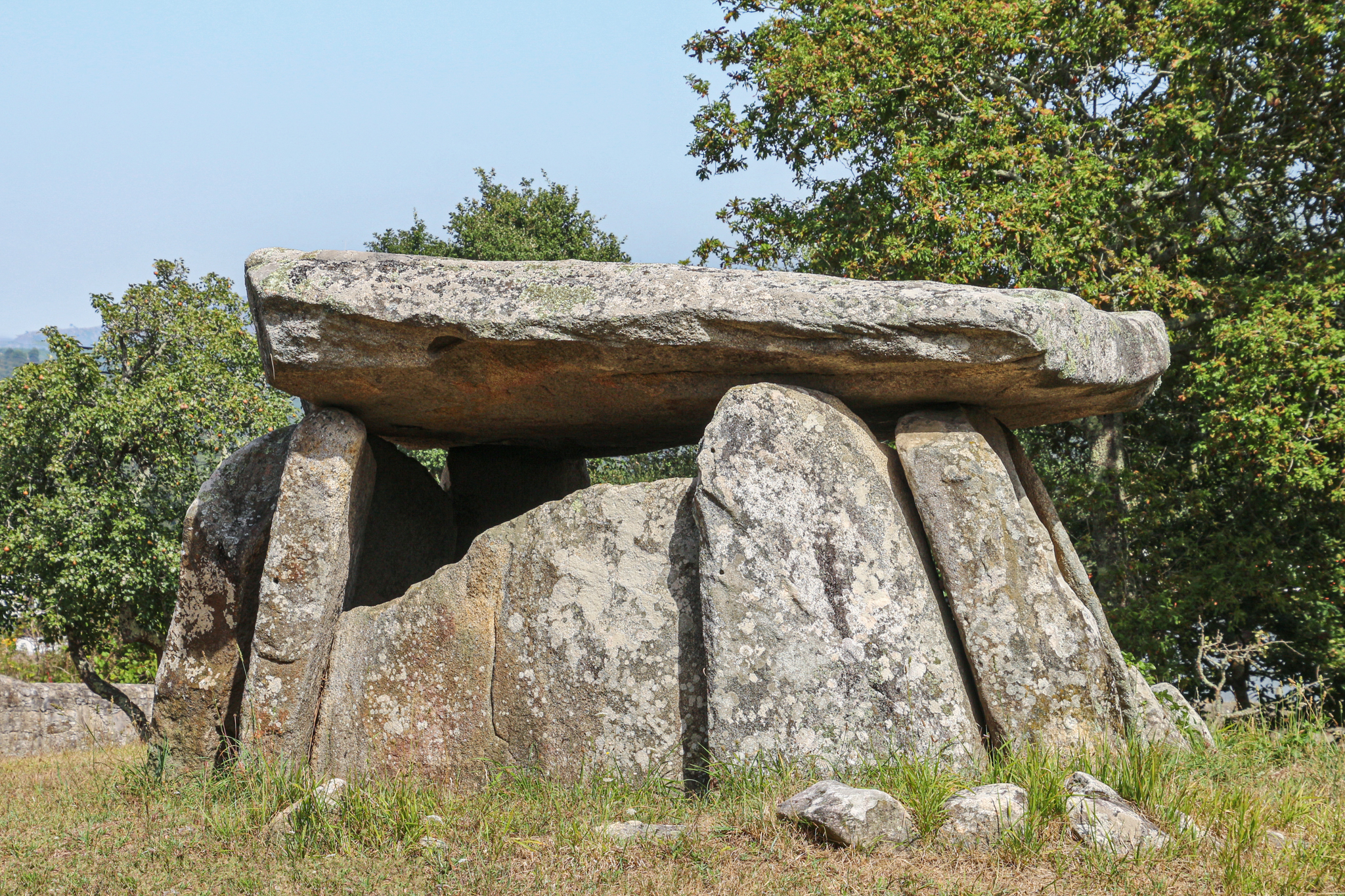
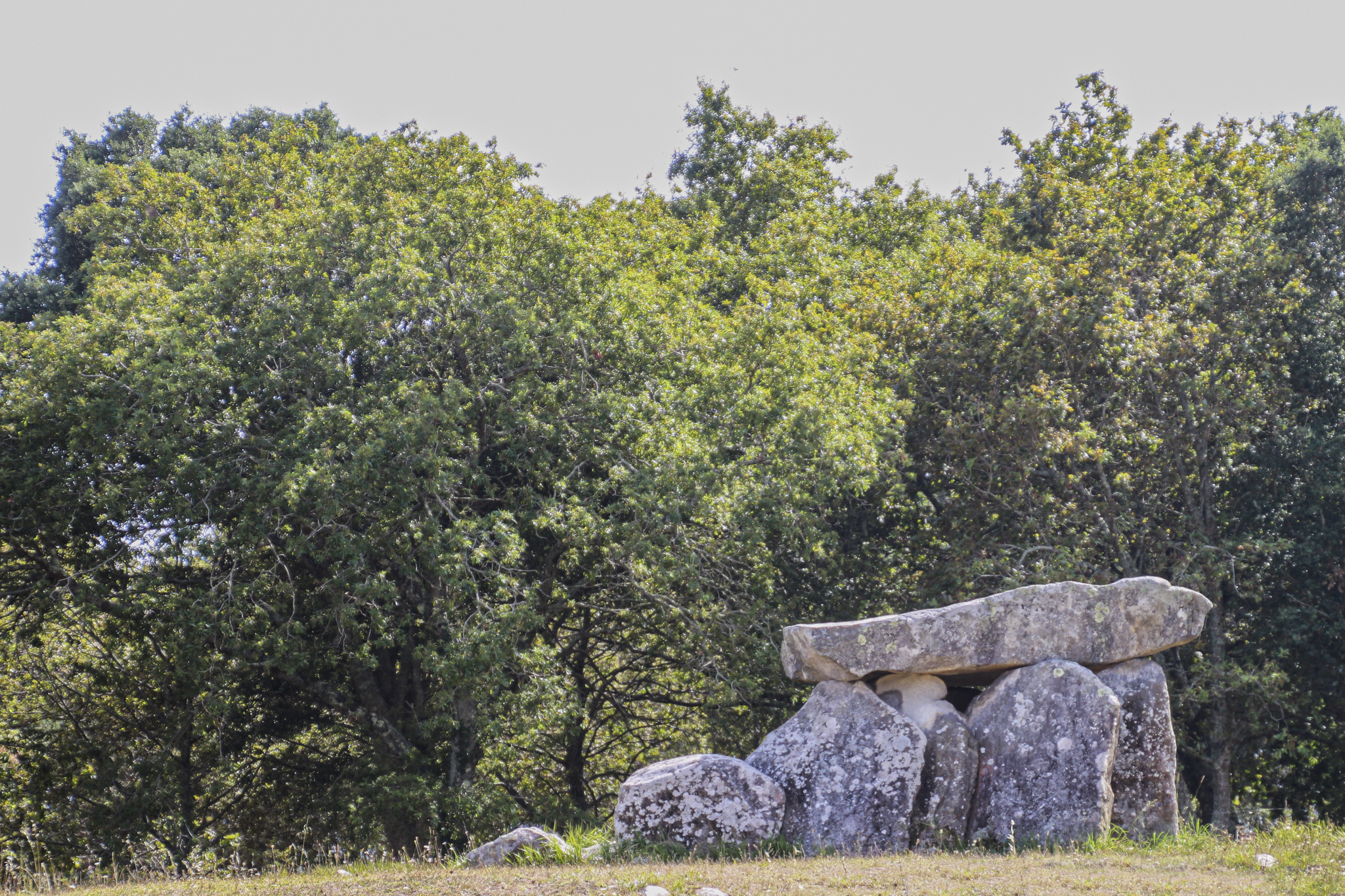